# 叶夫根尼·利夫希茨
叶夫根尼·米哈伊洛维奇·利夫希茨（烏克蘭語：Євге́н Миха́йлович Лі́фшиць；1915年2月21日—1985年10月29日；又译栗弗席兹），苏联物理学家。
利夫希茨是朗道的学生，是他的《理论物理学教程》的主要合著者。
在广义相对论领域，利夫希茨是BKL猜想（关于一般曲率奇点的性质）的提出者之一，这被广泛认为是经典引力课题中最重要的开放问题之一。
他的弟弟伊利亚·利夫希茨也是苏联物理学家，主要研究固体物理学。